# Henry Nicoll (Politiker)
Henry Nicoll (* 23. Oktober 1812 in New York City; † 28. November 1879 ebenda) war ein US-amerikanischer Jurist und Politiker. Zwischen 1847 und 1849 vertrat er den Bundesstaat New York im US-Repräsentantenhaus.

## Werdegang
Henry Nicoll wurde ungefähr vier Monate nach dem Ausbruch des Britisch-Amerikanischen Krieges in New York City geboren und wuchs dort auf. Er graduierte 1830 am Columbia College (heute Columbia University). Nicoll studierte Jura und begann nach dem Erhalt seiner Zulassung als Anwalt 1835 in New York City zu praktizieren. 1847 nahm er als Delegierter an der verfassunggebenden Versammlung von New York teil. Politisch gehörte er der Demokratischen Partei an. Bei den Kongresswahlen des Jahres 1846 wurde er im dritten Wahlbezirk von New York in das US-Repräsentantenhaus in Washington, D.C. gewählt, wo er am 4. März 1847 die Nachfolge von William S. Miller antrat. Er schied nach dem 3. März 1849 aus dem Kongress aus. Danach nahm er seine Tätigkeit als Anwalt wieder auf. Er starb am 28. November 1879 in New York City und wurde auf dem Familienfriedhof in Mastic beigesetzt.